# Western Conference (Ontario Hockey League)
Western Conference (franska:Conférence de l'Ouest), är en av två konferenser som utgör den nordamerikanska juniorishockeyligan Ontario Hockey League (OHL) och består av två divisioner, Midwest och West, med fem lag i vardera. Sju lag är kanadensiska och kommer ifrån provinsen Ontario medan tre är amerikanska där två är från delstaten Michigan medan den tredje är från delstaten Pennsylvania.
Det lag som blir conferencemästare får motta Wayne Gretzky Trophy. Den regerande conferencemästaren är London Knights (2012–2013).

## Divisionerna
| Ontario Hockey League |                             |                                   |                                                |
| Western Conference    |                             |                                   |                                                |
| Division              | Lag                         | Stad                              | Arena                                          |
| Midwest               | Erie Otters                 | Erie, Pennsylvania, USA           | Erie Insurance Arena (6 500)                   |
| Midwest               | Guelph Storm                | Guelph, Ontario, Kanada           | Sleeman Centre (4 715)                         |
| Midwest               | Kitchener Rangers           | Kitchener, Ontario, Kanada        | Kitchener Memorial Auditorium Complex (7 234)  |
| Midwest               | London Knights              | London, Ontario, Kanada           | Budweiser Gardens (9 046)                      |
| Midwest               | Owen Sound Attack           | Owen Sound, Ontario, Kanada       | Harry Lumley Bayshore Community Centre (2 983) |
| West                  | Plymouth Whalers            | Plymouth Township, Michigan, USA  | Compuware Arena (3 504)                        |
| West                  | Saginaw Spirit              | Saginaw, Michigan, USA            | The Dow Event Center (5 527)                   |
| West                  | Sarnia Sting                | Sarnia, Ontario, Kanada           | RBC Centre (4 118)                             |
| West                  | Sault Ste. Marie Greyhounds | Sault Ste. Marie, Ontario, Kanada | Essar Centre (4 928)                           |
| West                  | Windsor Spitfires           | Windsor, Ontario, Kanada          | WFCU Centre (6 500)                            |

## Mästare
Wayne Gretzky Trophy
- 1998–1999 - London Knights
- 1999–2000 - Plymouth Whalers
- 2000–2001 - Plymouth Whalers
- 2001–2002 - Erie Otters
- 2002–2003 - Kitchener Rangers
- 2003–2004 - Guelph Storm
- 2004–2005 - London Knights
- 2005–2006 - London Knights
- 2006–2007 - Plymouth Whalers
- 2007–2008 - Kitchener Rangers
- 2008–2009 - Windsor Spitfires
- 2009–2010 - Windsor Spitfires
- 2010–2011 - Owen Sound Attack
- 2011–2012 - London Knights
- 2012–13 - London Knights